# Len White
Leonard Roy White detto Len (Skellow, 23 marzo 1930 – Huddersfield, 17 giugno 1994) è stato un calciatore inglese, di ruolo attaccante.

## Biografia
Suo fratello maggiore Jack è stato a sua volta un calciatore professionista.

## Carriera
Ha giocato per cinque squadre diverse totalizzando 542 presenze e 218 reti.

## Palmarès

### Club

#### Competizioni nazionali
- Coppa d'Inghilterra: 1

Newcastle: 1954-1955
- Third Division North: 1

Rotherham Utd: 1950-1951